# Луненбург (графство, Нова Шотландія)
 Луненбург  (англ. Lunenburg County) — графство у провінції Нової Шотландії, Канада. Графство є переписним районом, але не є адміністративною одиницею провінції, ці функції поза містами і резерваціями виконують два округи Луненбург і Честер.
У складі графства знаходиться місто Луненбург, включене до списку об'єктів Всесвітньої спадщини ЮНЕСКО.

## Географія
Графство Луненбург знаходиться в південній частині півострова Нова Шотландія. З південного сходу воно омивається водами Атлантичного океану, в той час як на південному заході межує з графством Квінс, на північному заході — Аннаполіс і Кінгс а на північному сході — Гантс і Галіфакс.
Територією графства проходить автодорога провінційного значення гайвей 103, а також ряд доріг, керованих графством, основними з яких є магістралі 3, 10 і 12 і колектори 208, 210, 324.

## Історія
Графство є одним з п'ятьох перших графств Нової Шотландії, воно було засноване в 1759 році і отримало назву на честь короля Великої Британії та Ірландії Георга II, що був також правителем Брауншвейг-Люнебурзького герцогства. У 1762 році з його складу було виділено графство Квінс. У кінці XVIII століття були затверджені нові кордони, які були промарковані тільки в 1820–1825 роках і оголошені в 1828 році.
У 1863 році поселення Честер у складі графства стало окремим округом з певними повноваженнями.

## Населення
Для потреб статистичної служби Канади графство розділене на два округи, три міста і три індіанські резервації.
| Назва              | Оригінальна назва | Статус                      | Площа    | Населення |
| ------------------ | ----------------- | --------------------------- | -------- | --------- |
| Графство Луненбург | Lunenburg         | Округ                       | 1 759,14 | 25 164    |
| Честер             | Chester           | Округ                       | 1 120,75 | 10 741    |
| Бриджвотер         | Bridgewater       | Містечко                    | 13,6     | 7 944     |
| Луненбург          | Lunenburg         | Містечко                    | 4,01     | 2 317     |
| Магоні-Бей         | Mahone Bay        | Місто                       | 3,13     | 904       |
| Ґолд-Рівер 21      | Gold River 21     | Резервація корінних народів | 2,8      | 65        |
| Нью-Росс 20        | New Ross 20       | Резервація корінних народів | 4,05     | 15        |
| Пеннал 19          | Pennal 19         | Резервація корінних народів | 0,45     | 0         |